# Pavetta abyssinica
Pavetta abyssinica là một loài thực vật có hoa trong họ Thiến thảo. Loài này được Fresen. mô tả khoa học đầu tiên năm 1837.